# Mordfall Johann Arthold

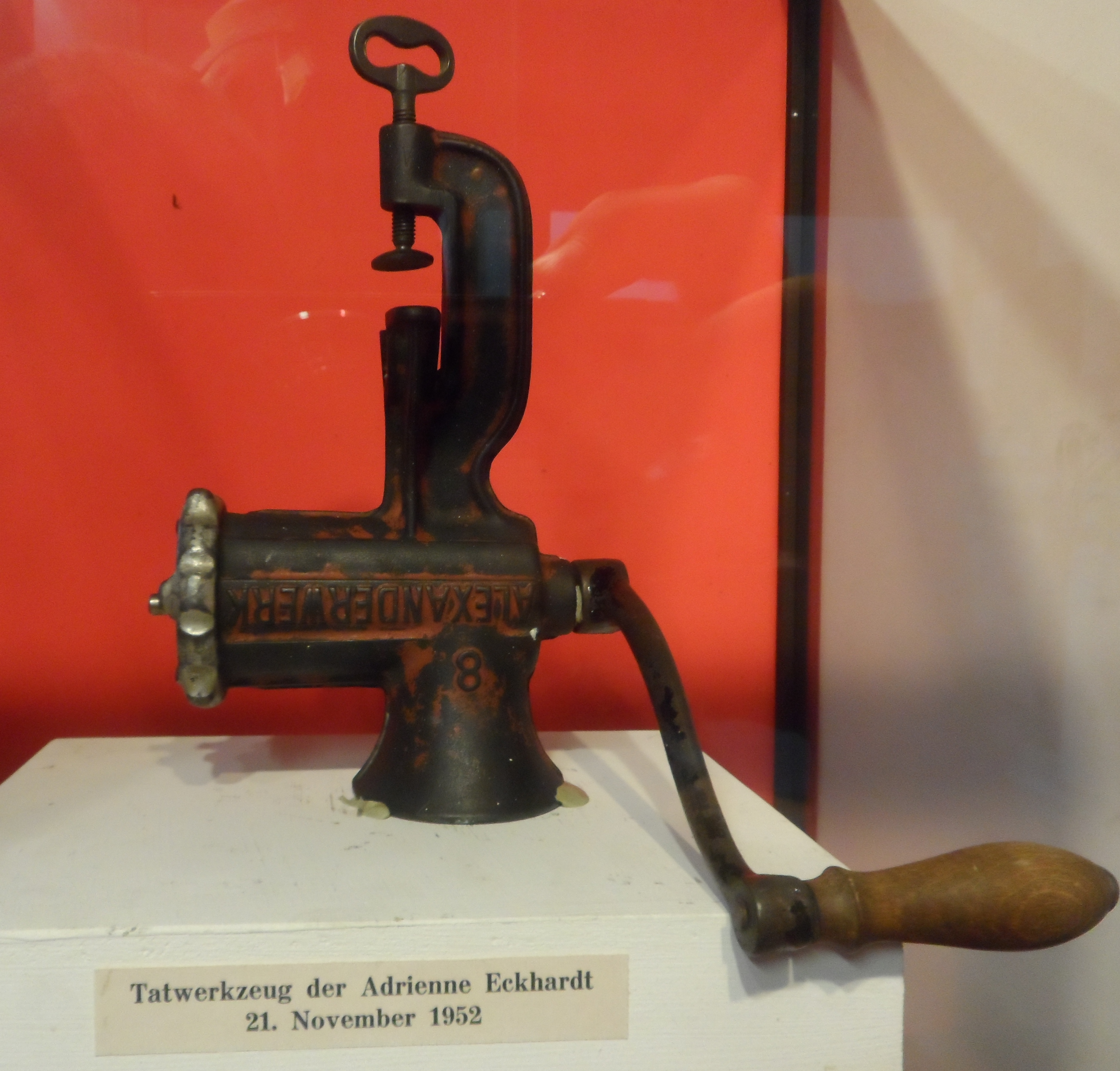
Mordwaffe der Adrienne Eckhardt, ausgestellt im Wiener Kriminalmuseum

Der Mord an dem 44-jährigen Johann „Hans“ Arthold ereignete sich in der Nacht zum 22. November 1952 in Wien und gilt als eines der spektakulärsten Verbrechen der österreichischen Kriminalgeschichte. Die Festnahme der zum Tatzeitpunkt erst 23-jährigen Adrienne Eckhardt und deren Aussagen von einem unbekannten Dritten, der den Mord verübt haben soll, führte zusammen mit der Brutalität des Verbrechens zu einem enormen Medieninteresse. Die Ermittlungen endeten mit der Verurteilung Adrienne Eckhardts, die inzwischen als „Mörderin mit dem Fleischwolf“ betitelt wurde, zu lebenslanger Freiheitsstrafe. 1967 wurde sie jedoch vorzeitig aus der Haft entlassen.

## Hintergrund
Johann Arthold war Inhaber eines Delikatessenladens an der Ecke Alser Straße/Spitalgasse. Dieses Geschäft hatte er 1945 durch gute Beziehungen zur sowjetischen Besatzungsmacht zugewiesen bekommen, da der vormalige Inhaber geflohen war. Das Geschäft war in ganz Wien durch seine billigen Preise bekannt, besonders Cadbury-Schokolade war zu einem außergewöhnlich niedrigen Preis in jeder Menge zu haben. Die Verkaufsmethoden und Methoden der Warenbeschaffung waren die gleichen, die später die Greißlerorganisation der USIA übernahm. In Wien war Arthold auch als Schokoladekönig vom Alsergrund bekannt.
Arthold betrieb zudem einen weiteren Laden beim Landesgericht und war Inhaber eines Rennstalls, seine Frau leitete zudem ein Geschäft in der Skodagasse. Er war außerdem Vater zweier Kinder.

## Mord
Am Samstag, dem 22. November 1952 kurz nach Mitternacht entdeckte ein Wachmann, der durch die Alser Straße in Wien patrouillierte, den unverschlossenen Rollbalken des Delikatessengeschäftes mit der Hausnummer 7. Da er einen Einbruch vermutete, schob er den Rollbalken hoch und betrat das Geschäft, wo er in einem kleinen Nebenraum den 44-jährigen Inhaber Johann Arthold in einer Blutlache auffand. Die alarmierte Mordkommission stellte fest, dass der Kopf des Toten mit einem stumpfen Gegenstand zertrümmert und seine Kehle mit einem scharfen Messer durchtrennt worden war.
Da der Nachtwächter bereits um 23:32 Uhr bei einer vorherigen Kontrollrunde den Rollbalken verschlossen vorgefunden hatte, musste das Verbrechen kurz vor Mitternacht begangen worden sein. Am Tatort fanden sich Spuren, die darauf hindeuteten, dass Arthold seinen Mörder noch bewirtet hatte. Zudem konnte festgestellt werden, dass der Täter sich noch im Geschäft die Hände wusch und seine Kleider mit Papierstücken vom Blut zu reinigen versuchte.

## Ermittlungen
In der Tasche des Toten fanden die Ermittler zwei Straßenbahnfahrscheine, die um 23.30 Uhr in einer Straßenbahn der 38er Linie gelocht worden waren. Daher wurden alle Straßenbahner befragt, die um diese Zeit auf der Strecke unterwegs waren. Tatsächlich konnte sich eine Schaffnerin an einen Mann erinnern, auf den die Beschreibung von Johann Arthold genau zutraf. Dieser soll um 23.30 in Grinzing zugestiegen und bis zur Alser Straße gefahren sein. Die Schaffnerin konnte sich zudem an eine junge blonde Frau erinnern, die sich in Begleitung des späteren Opfers befand.
Die Polizei konnte feststellen, dass sich Arthold mit dieser Frau am Freitag von 20.00 bis 23.00 Uhr in einem Heurigen in Grinzing aufhielt und danach noch mit dieser ein Café besuchte. Auch konnte ein Zeuge gefunden werden, der die beiden beim Betreten des Delikatessengeschäftes beobachtete.
Zudem wollte Arthold am Samstag eine größere Schuld begleichen. Er hatte dazu 6000 Schilling zusammengelegt und wollte am Samstag noch 10000 Schilling Darlehen aufnehmen. Aufgrund der Brutalität des Verbrechens fahndete die Polizei nach einem männlichen Täter aus dem Geschäftsumfeld von Arthold, die unbekannte Frau wurde nur als mögliche Zeugin oder Komplizin gesucht.

## Verhaftung
Die Beamten befragten Personen in Artholds Stammlokalen und kamen im Nachtcafé Filmhof in der Neubaugasse entscheidend weiter. Zwei Bardamen erinnerten sich an das Opfer und nannten den Namen einer ihrer Kolleginnen, die in letzter Zeit mit Arthold beisammen war. Der Name der Frau war Adrienne Eckhardt, eine 23-jährige gelernte Kinderpflegerin, die seit längerem als Animierdame in dem Café arbeitete. Da die Personenbeschreibung mit ihr übereinstimmte und auf einer Pelzjacke und Schuhen aus ihrem Besitz Blutflecken sichergestellt werden konnten, wurde Eckhardt noch am Sonntag verhaftet. Im anschließenden Verhör bestritt sie etwas über das Verbrechen zu wissen.

## Verhöre
Mit den Blutspuren auf ihrer Kleidung konfrontiert, brach sie nach zweitägigem Verhör ihr Schweigen und erzählte den Beamten unter Tränen den angeblichen Tatablauf. Sie sagte aus, mit Arthold im Nebenzimmer etwas getrunken zu haben, als es plötzlich an der Eingangstüre klopfte. Arthold soll sie gebeten haben, den Mann hereinzulassen, den er anscheinend kannte. Die beiden Männer sollen sich über belanglose Dinge unterhalten und Bier getrunken haben. Als sich Arthold zu einer Bierflasche umdrehte, soll der Gast plötzlich etwas aus der Tasche gezogen und ihn damit niedergeschlagen haben. Unter der Androhung, sie ebenfalls zu töten, soll er Eckhardt gezwungen haben, die Leiche umzudrehen, wodurch die Blutflecken auf ihre Kleidung gelangt sein sollen. Anschließend soll er sie gezwungen haben, ihm das Messer zu bringen und dieses anschließend zu reinigen. Nachdem er ihr erlaubt haben soll zu gehen, entschloss sie sich, nicht zur Polizei zu laufen, da sie bereits wegen Betrugs vorbestraft war und um ihre Glaubwürdigkeit fürchtete.
Bei der Tatortbegehung schilderte sie das Verbrechen erneut, ohne sich zu widersprechen. Zudem behauptete sie nun, der Mann habe von Arthold die Rückgabe von Geld gefordert, was dieser jedoch anscheinend nicht zahlen konnte. Auch dies deckte sich mit den aktuellen Ermittlungsergebnissen, die bewiesen, dass Arthold inzwischen in finanziellen Nöten steckte und verschuldet war. Die Beamten konnten zudem keine ihrer Aussagen widerlegen, blieben jedoch skeptisch. Eine intensive Fahndung nach dem von ihr beschriebenen „Kapuzenmann“ blieb erfolglos. Auch die Tatwaffe, mit der Arthold erschlagen wurde, blieb unauffindbar.
Belastet wurde Eckhardt jedoch durch die Nachforschungen bezüglich ihrer Finanzen. Sie verdiente sehr schlecht, war in Geldnöten und versetzte mehrmals persönliche Gegenstände im Pfandhaus. Sie hatte sogar noch wenige Stunden vor dem Mord eine Lampe für einen geringen Betrag versetzt, für die Polizei ein Indiz dafür, dass sie zu dieser Zeit bereits offenbar keinen Schilling Geld mehr hatte. Am Tag nach dem Mord jedoch löste sie eine Uhr vom Pfandhaus aus, kaufte Futterstoff für ihren Mantel und Lebensmittel für mehrere Tage. Laut Nachrechnungen hatte sie dabei mehr als doppelt so viel Geld ausgegeben, wie sie laut eigener Aussage besessen hatte. Bei der Durchsuchung ihrer Wohnung hatten die Beamten zudem eine große Menge Lebensmittel aus dem Geschäft von Arthold sichergestellt, was Eckhard zu einem weiteren Teilgeständnis bewog. Sie blieb zwar dabei, dass der unbekannte Mann Arthold getötet und sie mit dem Umbringen bedroht hatte, er soll sie jedoch anschließend gezwungen haben, das Geld aus der Registrierkasse sowie einige Lebensmittel mitzunehmen, um die Tat als Raubmord zu tarnen.

## Geständnis
Am Donnerstag, dem 4. Dezember 1952, legte Eckhardt schließlich nach fast zweiwöchigem Verhör ein komplettes Geständnis ab und gab zu, den Mord an Johann Arthold allein geplant und ausgeführt zu haben. Sie hatte diesen Entschluss gefasst, nachdem Arthold sie vor längerer Zeit zu widernatürlichen Handlungen mit einer Prostituierten überreden wollte. Seither habe sie sich vor ihm geekelt und sich vorgenommen, ihm einen Denkzettel zu verpassen.
Sie sagte aus, Arthold länger nicht mehr gesehen und ihn erst eine Woche vor der Tat wieder zufällig in einem Lokal getroffen zu haben, wo er ihr wieder Anträge machte und sie zum Heurigen einlud. Da sei ihr Hass wieder hochgekommen und sie habe beschlossen, Arthold umzubringen. Die spätere Mordwaffe, den Fleischwolf ihrer Vermieterin, hatte sie vor dem Heurigenbesuch absichtlich in seinem Geschäft deponiert. Dieser sollte als Vorwand dienen, nach dem Heurigenbesuch mit Arthold wieder das Geschäft zu betreten. Nach dem Mord säuberte sie den Fleischwolf und brachte ihn von ihrer Vermieterin unbemerkt zurück. Da die Polizei damals nur einen Durchsuchungsbeschluss für das Eigentum Eckhardts besaß, blieb die Tatwaffe unentdeckt.
Anfang Februar 1953 widerrief sie ihr Geständnis und nannte als Täter nun einen südländischen Mann namens Bertini, der mit Morphin handele. Ihn wollte sie an Arthold vermittelt haben, um diesem aus seiner finanziellen Not zu helfen. Da Arthold jedoch mit Zahlungen im Rückstand war, soll es zum Streit gekommen sein, wobei der Bekannte schließlich Arthold tötete. Sie habe den Mord damals nur gestanden, weil sie von der langen Einzelhaft und den Verhören erschöpft gewesen sei. Zudem habe sie in der Haft erkannt, dass sie schwanger sei und wollte vor ihrem Kind nicht als Mörderin dastehen. Ermittlungen in die Richtung des Morphinhandels verliefen völlig ergebnislos und wurden als nicht glaubwürdig eingestuft, auch konnte der namentlich genannte Verdächtige nicht ausgeforscht werden. Seit ihrer Verhaftung und bis zum Ende des folgenden Prozesses entstand eine regelrechte Hysterie um diesen „Unbekannten im Dufflecoat“. Mehrmals meldeten sich Passanten und Gefängnisinsassen, die aussagten, den Namen Bertini schon in der Verbrecherwelt gehört zu haben, jedoch sollte es sich dabei nicht um den richtigen Namen des Mannes gehandelt haben.

## Prozess
Am 23. März 1953 begann der Prozess vor dem Schwurgerichtssaal des Landesgerichtes für Strafsachen Wien, unter dem Vorsitz von Landesgerichtspräsident Rudolf Naumann. Der Gerichtsprozess fand großes, mediales Interesse. Eckhard wurde von einem der legendärsten Strafverteidiger in der österreichischen Rechtsgeschichte, Michael Stern vertreten. Gleich am ersten Verhandlungstag kam es zu einer Sensation, als Eckhardt auf Anraten ihres Strafverteidigers keine der Fragen des Staatsanwaltes beantwortete („Ich bin eben von meinem Anwalt unterrichtet worden, dass man mich nicht zwingen kann, dem Herrn Staatsanwalt zu antworten“). Rechtsanwalt Stern wurde dafür vom Richter ermahnt, der ihm vorwarf, die Wahrheitsfindung zu behindern. Der Staatsanwalt legte Beschwerde bei der Anwaltskammer ein. Eckhardt antwortete ausschließlich auf die Fragen ihres Verteidigers.
Auch durch die zweitägigen Zeugenaussagen konnte kein Hinweis auf einen unbekannten Dritten erbracht werden. Am 24. März wurde zudem das medizinische Gutachten vorgetragen. Johann Arthold wies demnach rund 40 Einzelverletzungen im Kopfbereich, sowie Schnittverletzungen am Hals auf, die zu einem gewaltsamen Tod durch Verbluten führten.

## Verurteilung
Am 25. März 1953 wurde Adrienne Eckhardt einstimmig des Raubmordes für schuldig befunden und zu lebenslangem, schwerem Kerker verurteilt. Eckhardts Anwalt legte gegen das Urteil Berufung und Nichtigkeitsbeschwerde ein. Die Nichtigkeitsbeschwerde wurde abgelehnt, der Berufung jedoch im Juli stattgegeben. Das Urteil wurde von lebenslänglich auf 20 Jahre herabgesetzt, sie wurde jedoch bereits zur Weihnachtsamnestie 1967 vorzeitig entlassen.

## Sonstiges
Der Mordfall wird im Wiener Kriminalmuseum dargestellt.
In der Folge "In einer kleinen Konditorei" der Doku-Reihe "Alltagsgeschichte" von  Elizabeth T. Spira aus dem Jahr 1997 wird eine Konditorei-Besucherin interviewt, die sich als ehemalige Animierdame des Filmhofes herausstellt und die vom Mordfall Arthold berichtet.